# Tomboló ököl
A Tomboló ököl (hagyományos kínai: 精武門, egyszerűsített kínai: 精武门, pinjin: Jīng wǔ mén, magyaros: Csing vu men; jűtphing: Zeng mou mun, magyaros: Ceng mou mún; angolul: Fist of Fury) 1972-es hongkongi harcművészeti film Bruce Lee-vel a főszerepben. A filmben Jackie Chan is szerepel, mint kaszkadőr. 1994-ben Jet Li elkészítette a film remake-jét Fist of Legend címmel.

## Történet
Lee a filmben Csen Csen (Chen Zhen)t, a legendás Huo Jüan-csia (Huo Yuan Jia) harcművészmester legjobb tanítványát alakítja. Szerinte a mestert a rivális japán harcművészeti iskola vezetője ölte meg, így bosszút áll mestere haláláért, akiről kiderül, hogy megmérgezték, a japánok parancsára.